# Championnat d'Allemagne de football 2001-2002
Navigation
Bundesliga
2000-2001 Bundesliga
2002-2003
La saison 2001-2002 de Bundesliga était la trente-neuvième édition de la première division allemande.
Lors de cette saison, le Bayern Munich a tenté de conserver son titre de champion d'Allemagne face aux dix-sept meilleurs clubs allemands lors d'une série de matchs se déroulant sur toute l'année.
Chacun des dix-huit clubs participant au championnat a été confronté à deux reprises aux dix-sept autres.
Huit places étaient qualificatives pour les compétitions européennes, la neuvième étant celle du vainqueur de la DFB-Pokal 2001-2002.
C'est le Borussia Dortmund qui a été sacré champion d'Allemagne pour la sixième fois.

## Les 18 clubs participants

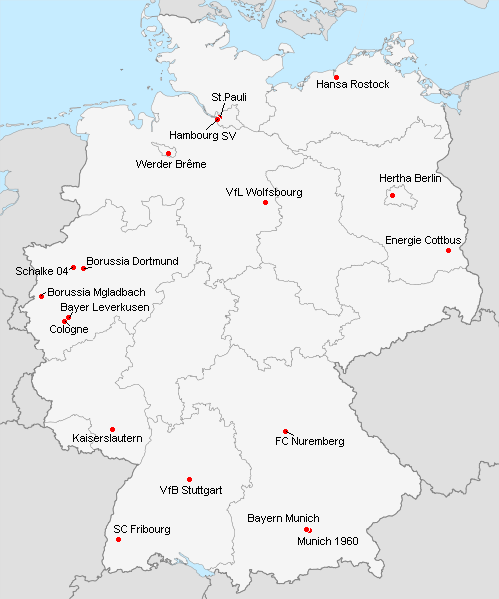
Localisation des clubs engagés dans le championnat.

| Club                     | Stade                    | Capacité | Ville               |
| ------------------------ | ------------------------ | -------- | ------------------- |
| Bayer Leverkusen         | BayArena                 | 22 500   | Leverkusen          |
| Bayern Munich            | Olympiastadion           | 63 000   | Munich              |
| Borussia Dortmund        | Westfalenstadion         | 68 800   | Dortmund            |
| Borussia Mönchengladbach | Bökelbergstadion         | 34 500   | Mönchengladbach     |
| Energie Cottbus          | Stadion der Freundschaft | 18 000   | Cottbus             |
| FC Cologne               | Müngersdorfer Stadion    | 50 374   | Cologne             |
| FC Kaiserslautern        | Fritz-Walter-Stadion     | 46 600   | Kaiserslautern      |
| FC Nuremberg             | Franken-Stadion          | 47 559   | Nuremberg           |
| FC St. Pauli             | Stade Millerntor         | 22 648   | Hambourg            |
| Hambourg SV              | AOL Arena                | 57 274   | Hambourg            |
| Hansa Rostock            | Ostseestadion            | 29 000   | Rostock             |
| Hertha Berlin            | Olympiastadion           | 74 228   | Berlin              |
| Munich 1860              | Olympiastadion           | 63 000   | Munich              |
| SC Fribourg              | Badenova-Stadion         | 24 918   | Fribourg-en-Brisgau |
| Schalke 04               | Arena AufSchalke         | 61 673   | Gelsenkirchen       |
| VfB Stuttgart            | Gottlieb-Daimler-Stadion | 58 000   | Stuttgart           |
| VfL Wolfsburg            | Volkswagen Arena         | 30 122   | Wolfsburg           |
| Werder Brême             | Weserstadion             | 42 358   | Brême               |

## Compétition

### Moments forts de la saison

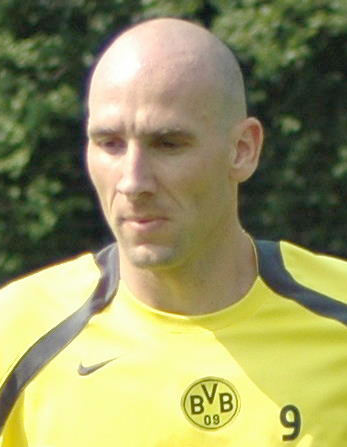
Jan Koller, le géant du Borussia Dortmund.

Le début de saison a été marqué par la série de sept victoires consécutives du FC Kaiserslautern qui sera suivi d'une douce chute pour finalement ne pas décrocher la moindre place européenne.
Lors de cette saison, le Bayer Leverkusen a ancré à jamais son surnom d'éternel deuxième. En effet, à partir du 19 avril, le Bayer Leverkusen est entré dans une spirale négative, la défaite face au Werder Brême deux buts à un a permis au Borussia Dortmund de se rapprocher dans un premier temps puis de passer devant lorsque les joueurs de Klaus Toppmöller se sont inclinés face au FC Nuremberg sur le score de un but à zéro lors de la journée suivante.
La victoire lors de la dernière journée face au Hertha Berlin deux buts à un a été inutile étant donné la victoire du Borussia. Mais ce début de mois de mai n'a été que le point de départ de la descente infernale du Bayer Leverkusen, puisqu'une semaine plus tard le club s'est incliné en finale de la DFB-Pokal face au FC Schalke 04 puis quatre jours plus tard en finale de la Ligue des champions face au Real Madrid à Hampden Park (Glasgow).
Il y a eu un autre évènement marquant pour le football allemand cette année-là, le Bayern Munich a remporté pour la seconde fois après 1976 la Coupe intercontinentale face au CA Boca Juniors dans le Stade olympique de Tokyo sur le score de un but à zéro après prolongation.
C'est également lors de cette saison qu'a été enregistré le plus grand écart de points entre le haut du classement et le bas. En effet depuis l'instauration de la victoire à trois points, c'était la première fois qu'un club ayant marqué 56 points n'était pas au moins qualifié en Coupe UEFA et que dans un même temps un club ayant marqué 34 points se maintenait en 1.Bundesliga.

### Qualifications en coupes d'Europe
À l'issue de la saison, les clubs placés aux deux premières places du championnat se sont qualifiés pour la phase de groupes de la Ligue des champions 2002-2003, le club arrivé troisième s'est quant à lui qualifié pour le troisième tour préliminaire de cette même Ligue des champions.
Alors que le vainqueur de la DFB-Pokal a pris la première des trois places en Coupe UEFA 2002-2003, les deux autres places sont revenues au quatrième et au sixième du championnat. Ces places étaient qualificatives pour le premier tour de la compétition.
Les septième, huitième et neuvième du championnat ont quant à eux pris les trois places en Coupe Intertoto 2002.

### Classement
Le classement est établi sur le barème de points classique (victoire à 3 points, match nul à 1, défaite à 0).
Pour départager les équipes à égalité de points, on tient d'abord compte de la différence de buts générale, puis du nombre de buts marqués, puis des confrontations directes et enfin si la qualification ou la relégation est en jeu, les deux équipes jouent une rencontre d'appui sur terrain neutre.
| Rang | Équipe                     | Pts | J  | G  | N  | P  | Bp | Bc | Diff |
| ---- | -------------------------- | --- | -- | -- | -- | -- | -- | -- | ---- |
| 1    | Borussia Dortmund          | 70  | 34 | 21 | 7  | 6  | 62 | 33 | +29  |
| 2    | Bayer Leverkusen           | 69  | 34 | 21 | 6  | 7  | 77 | 38 | +39  |
| 3    | Bayern Munich T            | 68  | 34 | 20 | 8  | 6  | 65 | 25 | +40  |
| 4    | Hertha Berlin              | 61  | 34 | 18 | 7  | 9  | 61 | 38 | +23  |
| 5    | Schalke 04 C               | 61  | 34 | 18 | 7  | 9  | 52 | 36 | +16  |
| 6    | Werder Brême               | 56  | 34 | 17 | 5  | 12 | 54 | 43 | +11  |
| 7    | FC Kaiserslautern          | 56  | 34 | 17 | 5  | 12 | 62 | 53 | +9   |
| 8    | VfB Stuttgart              | 50  | 34 | 13 | 11 | 10 | 47 | 43 | +4   |
| 9    | Munich 1860                | 50  | 34 | 15 | 5  | 14 | 59 | 59 | 0    |
| 10   | VfL Wolfsburg              | 46  | 34 | 13 | 7  | 14 | 57 | 49 | +8   |
| 11   | Hambourg SV                | 40  | 34 | 10 | 10 | 14 | 51 | 57 | -6   |
| 12   | Borussia Mönchengladbach P | 39  | 34 | 9  | 12 | 13 | 41 | 53 | -12  |
| 13   | Energie Cottbus            | 35  | 34 | 9  | 8  | 17 | 36 | 60 | -24  |
| 14   | Hansa Rostock              | 34  | 34 | 9  | 7  | 18 | 35 | 54 | -19  |
| 15   | FC Nuremberg P             | 34  | 34 | 10 | 4  | 20 | 34 | 57 | -23  |
| 16   | SC Fribourg                | 30  | 34 | 7  | 9  | 18 | 37 | 64 | -27  |
| 17   | FC Cologne                 | 29  | 34 | 7  | 8  | 19 | 26 | 61 | -35  |
| 18   | FC St. Pauli P             | 22  | 34 | 4  | 10 | 20 | 37 | 70 | -33  |

| Légende : Qualifications et relégations | Légende : Qualifications et relégations                                            |
| --------------------------------------- | ---------------------------------------------------------------------------------- |
|                                         | Ligue des Champions 2002-2003 (Phase de groupes)                                   |
|                                         | Ligue des Champions 2002-2003 (3e tour préliminaire)                               |
|                                         | Coupe UEFA 2002-2003 (1er tour)                                                    |
|                                         | Coupe Intertoto 2002 (3e tour)                                                     |
|                                         | Coupe Intertoto 2002 (2e tour)                                                     |
|                                         | Relégation en 2. Bundesliga                                                        |
|                                         | T : Tenant du titre 2000-2001 P : Promu en 2000-2001 C : Vainqueur de la DFB-Pokal |

### Matchs
| Résultats (▼dom., ►ext.)                                   | Lev | BMu | Dor | Mön | Cot | Col | Kai | Nur | Ham | Ros | Ber | M60 | SPa | Fri | Sch | Stu | Wol | Brê |
| Bayer Leverkusen                                           |     | 1-1 | 4-0 | 5-0 | 2-0 | 2-0 | 2-1 | 4-2 | 4-1 | 2-0 | 2-1 | 4-0 | 3-1 | 4-1 | 0-1 | 4-1 | 2-1 | 1-2 |
| Bayern Munich                                              | 2-0 |     | 1-1 | 0-0 | 6-0 | 3-0 | 4-1 | 0-0 | 3-0 | 3-2 | 3-0 | 2-1 | 2-0 | 1-0 | 3-0 | 4-0 | 3-3 | 2-2 |
| Borussia Dortmund                                          | 1-1 | 0-2 |     | 3-1 | 3-0 | 2-1 | 3-0 | 2-0 | 1-0 | 2-0 | 3-1 | 2-1 | 1-1 | 0-2 | 1-1 | 1-0 | 4-0 | 2-1 |
| Borussia Mönchengladbach                                   | 0-1 | 1-0 | 1-2 |     | 0-0 | 4-0 | 0-2 | 1-0 | 2-1 | 0-2 | 3-1 | 2-4 | 2-2 | 2-2 | 0-0 | 2-2 | 0-2 | 1-0 |
| Energie Cottbus                                            | 2-3 | 0-3 | 0-2 | 3-3 |     | 2-3 | 0-2 | 1-0 | 1-0 | 3-0 | 1-0 | 1-1 | 4-0 | 2-0 | 2-0 | 0-0 | 3-3 | 2-1 |
| FC Cologne                                                 | 1-2 | 0-2 | 0-2 | 0-2 | 0-0 |     | 0-1 | 1-2 | 2-1 | 4-2 | 1-1 | 2-0 | 2-1 | 2-0 | 1-1 | 0-0 | 0-4 | 0-0 |
| FC Kaiserslautern                                          | 2-4 | 0-0 | 1-0 | 3-2 | 4-0 | 2-1 |     | 2-1 | 2-2 | 3-1 | 4-1 | 1-3 | 5-1 | 3-0 | 0-0 | 2-2 | 3-2 | 2-1 |
| FC Nuremberg                                               | 1-0 | 1-2 | 2-2 | 1-2 | 2-0 | 2-0 | 0-2 |     | 0-0 | 2-0 | 1-3 | 2-1 | 0-0 | 2-0 | 0-3 | 2-4 | 3-0 | 0-4 |
| Hambourg SV                                                | 1-1 | 0-0 | 3-4 | 3-3 | 5-2 | 4-0 | 2-3 | 3-1 |     | 0-1 | 4-0 | 2-1 | 4-3 | 1-1 | 0-0 | 2-0 | 1-1 | 0-4 |
| Hansa Rostock                                              | 0-3 | 1-0 | 0-2 | 1-1 | 0-0 | 3-0 | 2-1 | 1-0 | 1-1 |     | 1-1 | 2-2 | 1-0 | 4-0 | 1-3 | 1-1 | 1-2 | 0-1 |
| Hertha Berlin                                              | 2-1 | 2-1 | 0-2 | 3-0 | 2-3 | 3-0 | 5-1 | 2-0 | 6-0 | 1-0 |     | 2-1 | 2-2 | 1-1 | 2-0 | 2-0 | 2-0 | 3-1 |
| Munich 1860                                                | 1-4 | 1-5 | 1-3 | 2-2 | 1-0 | 3-0 | 0-4 | 1-0 | 1-1 | 2-0 | 0-3 |     | 4-2 | 5-2 | 1-2 | 3-3 | 2-1 | 3-1 |
| FC St. Pauli                                               | 2-2 | 2-1 | 1-2 | 1-1 | 4-0 | 1-2 | 1-1 | 2-3 | 0-4 | 0-1 | 0-0 | 0-3 |     | 1-0 | 0-2 | 1-2 | 3-1 | 0-3 |
| SC Fribourg                                                | 2-2 | 0-2 | 1-5 | 0-1 | 3-1 | 0-0 | 3-1 | 2-0 | 4-3 | 1-1 | 1-3 | 1-3 | 2-2 |     | 2-0 | 0-2 | 0-0 | 3-0 |
| Schalke 04                                                 | 3-3 | 5-1 | 1-0 | 2-0 | 2-0 | 3-1 | 3-0 | 2-1 | 2-0 | 3-1 | 0-0 | 1-0 | 4-0 | 3-0 |     | 2-1 | 1-2 | 1-4 |
| VfB Stuttgart                                              | 0-2 | 0-2 | 3-2 | 1-1 | 0-0 | 0-0 | 4-3 | 2-3 | 3-0 | 2-1 | 0-0 | 0-1 | 2-0 | 3-0 | 3-0 |     | 2-1 | 0-0 |
| VfL Wolfsburg                                              | 3-1 | 0-1 | 1-1 | 3-1 | 2-1 | 5-1 | 2-0 | 5-0 | 0-1 | 4-0 | 1-3 | 1-3 | 1-1 | 1-1 | 3-1 | 0-2 |     | 2-0 |
| Werder Brême                                               | 2-1 | 1-0 | 1-1 | 1-0 | 3-2 | 1-1 | 1-0 | 3-0 | 0-1 | 4-3 | 0-3 | 1-3 | 3-2 | 3-2 | 3-0 | 1-2 | 1-0 |     |
| - Victoire à domicile - Match nul - Victoire à l'extérieur |     |     |     |     |     |     |     |     |     |     |     |     |     |     |     |     |     |     |

## Bilan de la saison
| Tableau d'honneur |                   |
| Compétition       | Vainqueur         |
| 1. Bundesliga     | Borussia Dortmund |
| DFB-Pokal         | Schalke 04        |
| Liga Pokal        | Hertha Berlin     |

| Qualifications européennes 2002-2003 |                                       |
| Ligue des champions                  | Qualifiés                             |
| Phase de groupes                     | Borussia Dortmund Bayer Leverkusen    |
| 3e tour préliminaire                 | Bayern Munich                         |
| Coupe UEFA                           | Qualifiés                             |
| 1er tour                             | Hertha Berlin Schalke 04 Werder Brême |
| Coupe Intertoto                      | Qualifiés                             |
| 3e tour                              | FC Kaiserslautern                     |
| 2e tour                              | VfB Stuttgart Munich 1860             |

| Promotions et relégations |                                         |
| Relégués en 2. Bundesliga | FC Cologne SC Fribourg FC St. Pauli     |
| Promus de 2. Bundesliga   | Arminia Bielefeld Hanovre 96 VfL Bochum |

## Statistiques

### Meilleurs buteurs
|    | Buteur          | Club                     | Nb de Buts |
| -- | --------------- | ------------------------ | ---------- |
| 1  | Martin Max      | Munich 1860              | 18         |
| 1  | Amoroso         | Borussia Dortmund        | 18         |
| 3  | Michael Ballack | Bayer Leverkusen         | 17         |
| 3  | Giovane Élber   | Bayern Munich            | 17         |
| 5  | Aílton          | Werder Brême             | 16         |
| 5  | Miroslav Klose  | FC Kaiserslautern        | 16         |
| 7  | Claudio Pizarro | Bayern Munich            | 15         |
| 8  | Marcelinho      | Hertha Berlin            | 13         |
| 8  | Oliver Neuville | Bayer Leverkusen         | 13         |
| 10 | Arie van Lent   | Borussia Mönchengladbach | 12         |
| 10 | Tomislav Marić  | VfL Wolfsburg            | 12         |
| 10 | Michael Preetz  | Hertha Berlin            | 12         |